# البطولات الأسترالاسية 1907 (كرة مضرب)
هنا قائمة بالبطولات الأسترالاسية لكرة المضرب، المعروفة الآن باسم أستراليا المفتوحة لسنة 1907:

## فردي الرجال
هوراس رايس هزم  هاري باركر 6-3 6-4 6-4